# Libro de las estrellas fijas

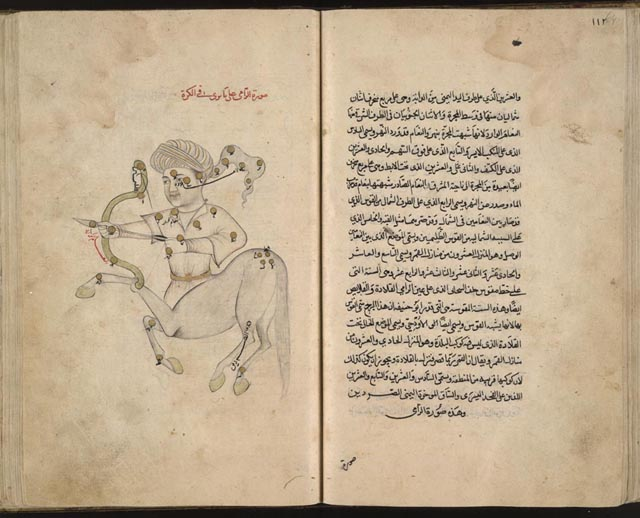
La constelación de Sagitario en el Libro de las Estrellas Fijas.

El Libro de estrellas fijas es un texto astronómico escrito por Abd Al-Rahman Al Sufi en torno al año 964. El libro fue escrito en árabe, aunque el autor probablemente fuera persa. Fue una tentativa de crear una síntesis del trabajo clásico más popular dentro de la astronomía, el Almagesto de Ptolomeo, incluyendo la tradición árabe indígena (Anwa).
En el libro, ilustrado minuciosamente, aparecen observaciones y descripciones de las estrellas, sus posiciones, sus magnitudes y su color. Para cada constelación se proporcionan dos dibujos, uno desde el exterior de un globo celeste, y otro desde el interior.
El texto tiene descripciones y cuadros de una pequeña nube, en realidad la galaxia de Andrómeda. La menciona delante de la boca de un Gran Pez, una constelación árabe. Parece que esta nube era comúnmente conocida entre los astrónomos de Isfahán muy probablemente antes del año 905.
Posiblemente también está catalogado, como una estrella nebulosa, el cúmulo estelar de Ómicron Velorum, así como un objeto nebuloso adicional en Vulpecula, un asterismo hoy conocido como Cúmulo de Al Sufi, Cúmulo de Brocchi o Collinder 399. Además, se menciona la Gran Nube de Magallanes como Al Bakr, el Buey Blanco de los árabes del sur, ya que esta galaxia es visible desde el sur de Arabia, aunque no desde latitudes más septentrionales.